# Capital Cities/ABC

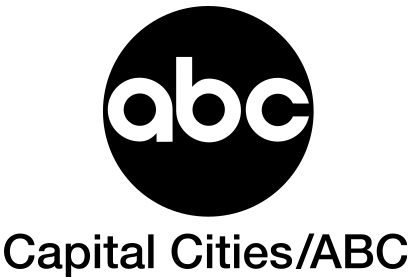
Logo da Capital Cities

Capital Cities Communications foi um grupo de mídia estadunidense. O grupo foi responsável pela maior aquisição da decada de 1980. A CapCities comprou a ABC por US$3,5 bilhões em 1985. A companhia foi fundada em 1946 com o nome Hudson Valley Broadcasting Company.

## História

### Hudson Valley Broadcasting Company
As origens da Capital Cities remetem a fundação da Hudson Valley Broadcasting Company. A companhia, fundada em 1946, obteve a primeira concessão de rádio. A WROW entrou no ar em 1947 em Albany, Nova York. Em 1953, foi inaugurada a primeira emissora do grupo, a WROW–TV, na região de Albany-Schenectady-Troy pelo canal 41. No ano seguinte, um grupo de investidores de Nova York comprou a maior parte das ações e passou a controlar a companhia. Frank Smith, amigo do radialista e principal investidor da companhia Lowell Thomas, assumiu a direção geral do grupo.

### Capital Cities Television
Em 1957, a WROW passa a ser transmitida no ¬canal 10. Além disso, mudou seu prefixo para WDCA. Na mesma época, ocorre a fusão da Hudson Valley Broadcasting com a Durham Broadcasting Enterprises, proprietária da WTVD. Como consequência, a companhia passa a se chamar Capital Cities Television Corporation. As duas emissoras passaram a servir as capitais dos estados da Carolina do Norte e Nova York. O grupo cresceu com a aquisição de emissoras de TV e rádio. A primeira aquisição do grupo após a fusão do grupo, foi emissora de TV e rádio WPRO em Providence, capital do estado de Rhode Island, Em 1959. No dia 23 de dezembro do mesmo ano, o grupo é renomeado para Capital Cities Broadcasting.

### Capital Cities Broadcasting
Durante a década de 1960, a Capital Cities adquiriu o controle acionário das emissoras de rádio WPAT AM FM, em Patterson, Növa Jersey e da WKBW AM FM TV em Buffalo, Nova York (ambosem1961). Três anos depois, foi a vez da Goodwill Stations. Foram incorporados a CapCities, as emissoras de TV e rádio WJR AM FM em Detroit, WRJW TV, em Flint Michigan e WSAZ, em Huntington, Virginia Ocidental. A entrada da CapCities no mercado da Califórnia ocorreu em 1966, com a aquisição da rádio KPOL AM FM em Los Angeles. Como consequência da incorporação da Goodwill Stations e da adesão à nova legislação da FCC, que limita a propriedade das estações de TV em VHF a cinco emissoras por grupo, a CapCities foi obrigada a vender a WJRT TV para a Poole Broadcasting, um grupo de mídia controlado por John B. Poole, um antigo acionista da CapCities. Poole ainda adquiriu outras duas emissoras da CapCities, sendo a ultima WPRO em 1967. No mesmo ano, a CapCities compra a emissora de TV KTRK em Houston, que era controlado pelo jornal The Houston Chronicle. Em 1968, o grupo passou a atuar no setor editorial com a aquisição da fairchild publications. No ano seguinte, comprou o primeiro jornal The Oakland Press em Pontiac, Michigan. Em 1970,o grupo adquiriu três estações de TV KFRE AM FM TV em Fresno, Califórnia, WFIL AM FM TV em Philadelphia e WNHC em New Haven, Connecticut da Triangle Publications. A compra das três emissoras incluiu as estações de rádio que foram revendidas a outros grupos de comunicação. AIém disso,as emissoras foram renomeadas para WPVI, WTNH e KFSN, respectivamente. A aquisição gerou um problema: a CapCities possuía sete estações de TV, dois acima do permitido pela FCC e as emissoras de TV WTEN e WSAZ haviam sido vendidas para a Poole Broadcasting  e para a Lee Enterprises logo depois de finalizada a compra da Triangle, enquanto a rádio WSAZ era arrendada para a Stoner Broadcasting consequência da aquisição da triangle. A quantidade de emissoras e editoras controladas pelo grupo levou o grupo a mudar seu nome para Capital Cities Communications em 4 de maio de 1973.

### Capital Cities Communications
Em 1974, a CapCities incorporou as emissoras de rádio WBAP e KSCS em Fort Worth, juntamente com a compra do jornal Fort Worth Star Telegram. O grupo expandiu os negócios no setor editorial durante a década de1970. Entre as principais aquisições, merecem destaque a Jackson Newspapers, proprietário dos jornais Albany Democrat Herald, Ashland Daily Tidings, entre outros jornais e revistas, o Kansas City Star e The Times Leader. Retornando ao setor de radiodifusão, a CapCities comprou a WBIE FM em Marietta, Georgia. A primeira emissora de rádio‚ a WROW foi vendida em 1983. A última aquisição antes da compra da ABC, foi da emissora de TV independente WFTS em Tampa, Florida e da rádio KLAC em Los Angeles.